# Scincella boettgeri
Scincella boettgeri (japanisch サキシマスベトカゲ, Sakishima-Sube-Tokage) ist eine Skinkart der Gattung Scincella aus der artenreichen Unterfamilie Sphenomorphinae, die im Süden Japans verbreitet ist. Im englischen Sprachraum wird die Art als Boettger's Ground Skink („Boettgers Bodenskink“) bezeichnet.

## Merkmale und Lebensweise
Scincella boettgeri

Link zum Bild

Scincella boettgeri ist eine kleine Skinkart mit dunklem, lateralem Längsstreifen, die morphologisch der Art Scincella formosensis stark ähnelt.
Das Frontale (Stirnschild) ist im Gegensatz zu S. formosensis (dort bei etwa 16 %) meist über Praefrontalia von der Frontonasale (vorderes Nasenschild) getrennt. Die Schuppen am Rumpf haben etwa 28 bis 32 Reihen.
Die Art ist tagaktiv und bewohnt den feuchten Boden von Primär- und Sekundärwäldern. Dort erbeutet sie hauptsächlich Insekten und Spinnen. Die Weibchen legen zwischen März und Juli Gelege von 4 bis 11 Eiern.

## Verbreitungsgebiet und Gefährdungsstatus

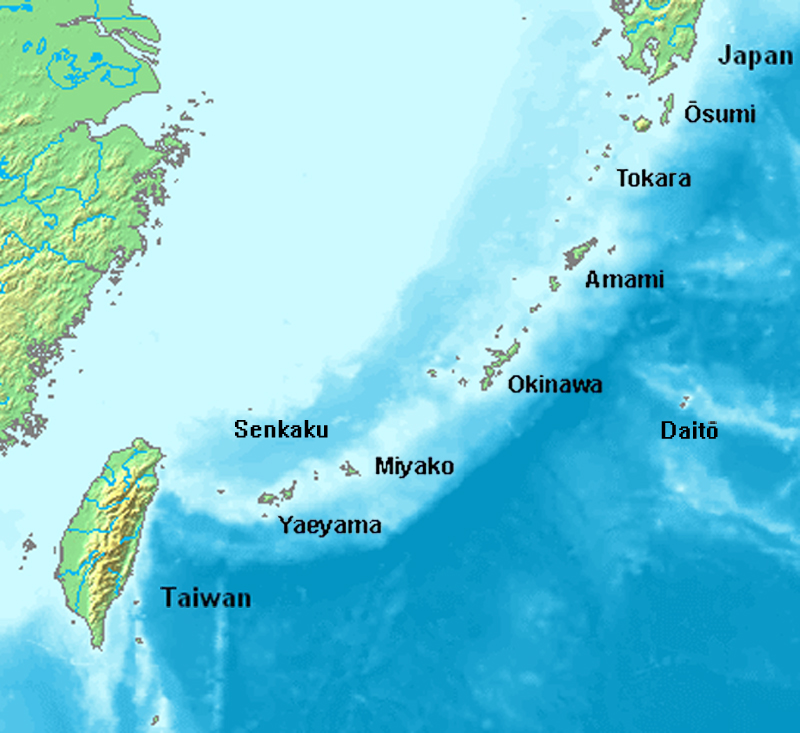
Lage der Ryūkyū-Inselgruppen

Die Art ist auf der Yaeyama- und Miyako-Gruppe der südlichen Ryūkyū-Inseln endemisch, d. h. ausschließlich dort verbreitet. Dies gleicht anderen, ebenfalls auf den beiden Inselgruppen endemischen Reptilienarten bzw. -Unterarten wie Plestiodon kishinouyei, Diploderma polygonatum ishigakiense und Lycodon rufozonatus walli. Biogeographisch ist die Herpetofauna der beiden südlichen Ryūkyū-Inseln eine Subregion des Archipels, deren Arten näher mit in Taiwan und Südostchina als auf den nördlicheren Ryūkyū-Inseln verbreiteten Arten verwandt sind. Dies wird als Folge von Vikariismus zwischen den südlichen Ryūkyū-Inseln und Taiwan nach dem mittleren Pleistozän angesehen. Es wird vermutet, dass damals eine größere Insel existierte, die sich später in die Yaeyama- und Miyako-Inseln fragmentierte. Das Vorhandensein einiger Reptilienarten auf nur einer der beiden Inselgruppen könnte deren ursprüngliches Verbreitungsgebiet auf dieser Insel widerspiegeln oder durch spätere Ausrottung auf der jeweils anderen Inselgruppe verursacht worden sein.
Scincella boettgeri wird von der IUCN und dem Japanischen Umweltministerium als nicht gefährdet („least concern“) eingestuft. Eine Bedrohung der Populationen durch eingeführte Raubtiere wie Wiesel auf den Miyako-Inseln oder Blaue Pfauen auf den Yaeyama-Inseln konnte nicht festgestellt werden. Ein Großteil der Yaeyama-Inseln liegen innerhalb des Iriomote-Ishigaki-Nationalparks.

## Systematik
Die Art wurde 1912 von dem US-amerikanischen Herpetologen John Van Denburgh als Unterart Leiolopisma laterale boettgeri erstbeschrieben. Das Artepitheton boettgeri ist dem deutschen Herpetologen Oskar Böttger gewidmet. Stand 2021 werden keine Unterarten unterschieden. Die Skinkart wurde 2014 von Yuki Koizumi et al. zusammen mit der in Taiwan endemischen und morphologisch ähnlichen Art Scincella formosensis phylogenetisch untersucht. Dabei teilte sich S. boettgeri in eine Klade auf Yonaguni-jima und eine auf den anderen Inseln auf.
Eine weitere in Japan verbreitete Art der Gattung Scincella ist Scincella vandenburghi (jap. ツシマスベトカゲ, Tsushima-Sube-Tokage) auf Tsushima. Außerhalb Japans ist diese im Südwesten der koreanischen Halbinsel sowie umliegender Inseln wie Jeju-do verbreitet.